# Wahnscheid (Herschbach)

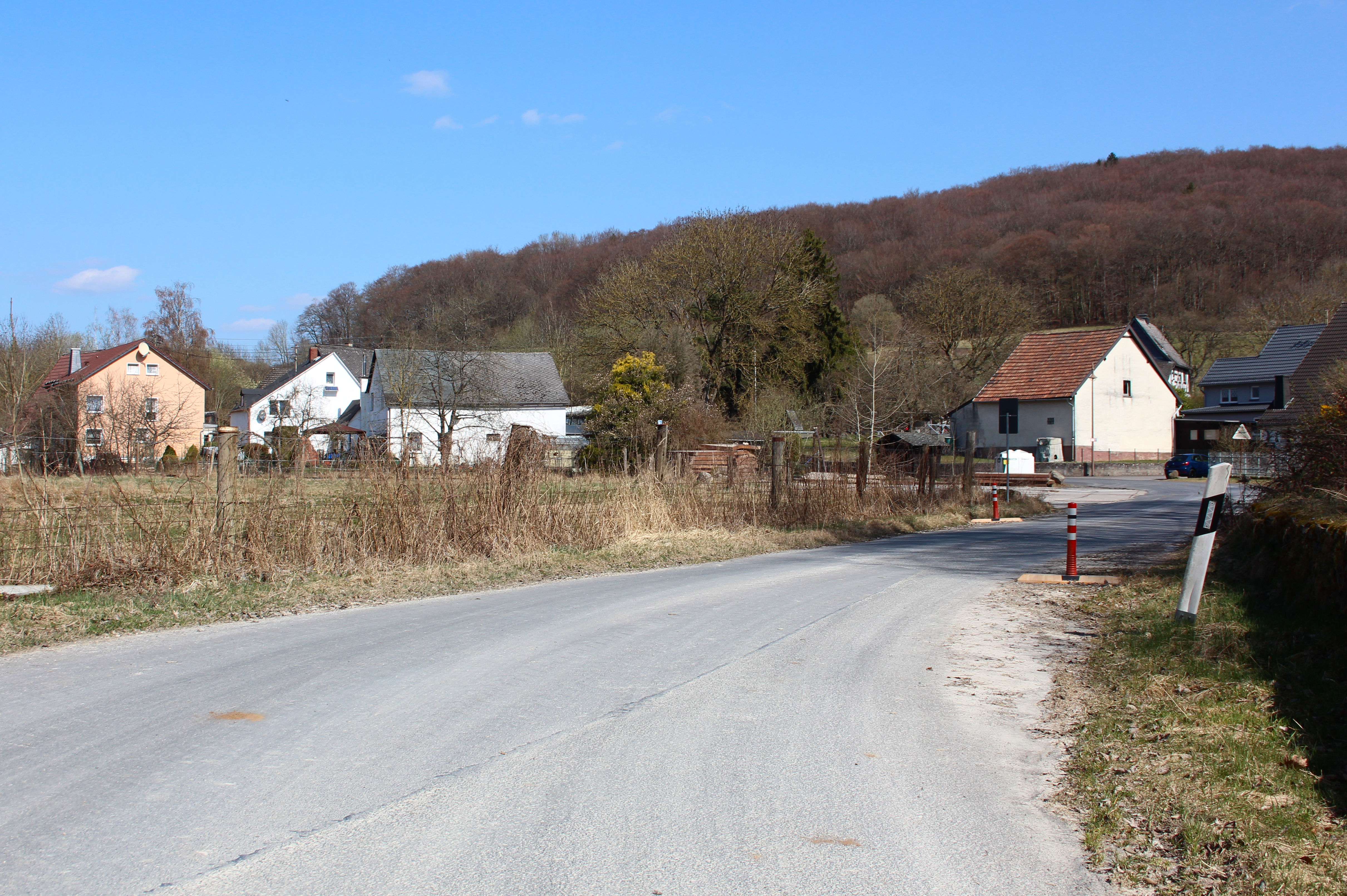
Ansicht von Wahnscheid

Wahnscheid ist ein Ortsteil der rheinland-pfälzischen Gemeinde Herschbach (Oberwesterwald) im Westerwaldkreis. Sie gehört mit dem Hauptort zur Verbandsgemeinde Wallmerod.

## Geographische Lage

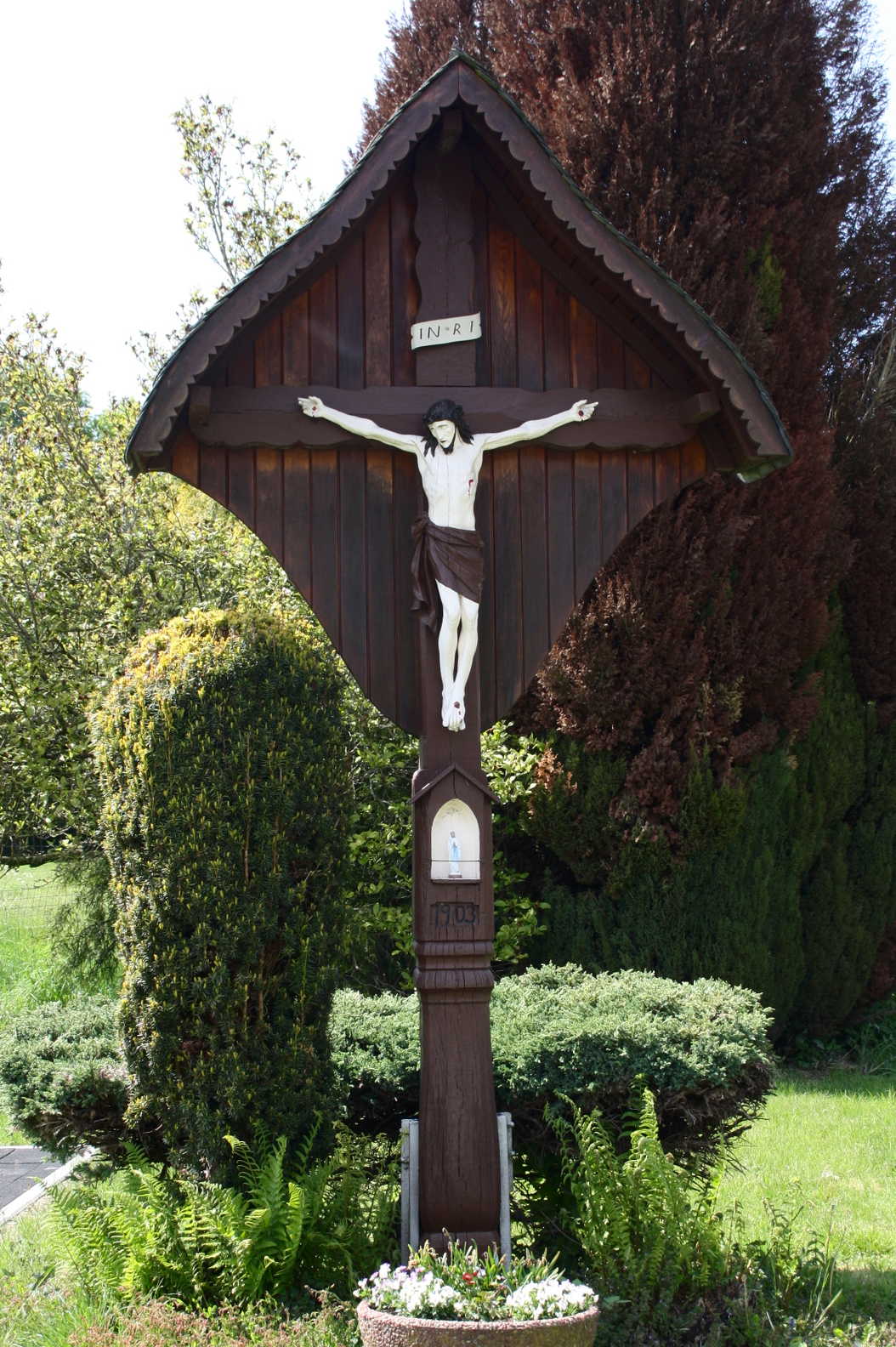
Das Wegekreuz von 1903

Wahnscheid liegt etwa 1 km nordöstlich des Hauptortes Herschbach und etwa 3 km nördlich von Wallmerod bei etwa 345 m. Im Gegensatz zum Herschbacher Ortsteil Lochheim, der mittlerweile unmittelbar an Herschbach liegt, liegt Wahnscheid nicht direkt an Herschbach. Nächstgelegene Orte neben dem Hauptort Herschbach sind Salz (etwa 1,5 km östlich) und Bilkheim (etwa 1,5 km südlich).

## Köth von Wahnscheid
Wahnscheid war der Sitz der niederadligen Familie Köth von Wahnscheid (auch Köth von Wanscheid), die sich ab 1347 von Wahnscheid nannten und die seit 1788 ausgestorben ist. Die Köth führten als Wappen einen goldbewehrten silbernen Adler in schwarz, der in das Ortswappen von Herschbach aufgenommen wurde. Die Familie verkaufte 1536 ihre Besitztümer in Wahnscheid. Bekanntestes Mitglied der Familie war Johann Eberhard Köth von Wahnscheid († 1609).

## Kulturdenkmäler
In Wahnscheid gibt es ein Kulturdenkmal. Das Wegekreuz im südlichen Teil von Wahnscheid entstand 1903.